# Matthias Theodor Vogt
Matthias Theodor Vogt (ur. 5 maja 1959 w Rzymie) − niemiecki profesor polityki kulturalnej i autor licznych badań dotyczących kulturowych wymagań wzmacniania demokratycznych potencjałów w Europie. Vogt w latach 1992–1995 rozwinął koncepcję ustawy o przestrzeni kulturalnej Saksonii (Sächsisches Kulturraumgesetz) oraz współpracował przy wdrożeniu i wprowadzeniu jej w życie. Od 1994 jest dyrektorem Saksońskiego Instytutu Infrastruktury Kulturalnej (Institut für kulturelle Infrastruktur Sachsen), a od 1997 profesorem polityki kulturalnej i historii kultury w Wyższej Szkole w Żytawie/Görlitz (Hochschule Zittau/Görlitz). Uniwersytet w Peczu (Węgry) nadał mu w 2012 roku tytuł profesora honoris causa, a Polska w 2014 odznaczyła go Krzyżem Oficerskim Orderu Zasługi Rzeczypospolitej Polskiej w uznaniu za zaangażowanie we współpracę polsko-niemiecką. W 2016 został zaproponowany jako następca Joachima Gaucka na stanowisko Prezydenta Republiki Federalnej Niemiec. Vogt jest wyznania rzymskokatolickiego, żonaty, ma troje dzieci.

## Życiorys
Matthias Theodor Vogt dorastał w okolicach Fryburga Bryzgowijskiego. Jest wnukiem królewieckiego anglisty Theodora Spiry (1885-1961), którego nazistowski reżim pozbawił w 1940 stanowiska wykładowcy ze względu na jego polityczne i religijne przekonania, i który angażował się w Heskim Ministerstwie Kultury i Oświaty (Hessisches Kulturministerium) w sprawie  ponownego pojednania z Izraelem; bratankiem mogunckiego filologa klasycznego, Andreasa Spiry (1929-2004), jak i bratem marburskiego latynisty Gregora Vogta-Spiry (ur. 1956) oraz monachijskiego etyka społecznego Markusa Vogta (ur. 1962).
Vogt uczył się gry na wiolonczeli początkowo u Nikolausa Uhlenhuta w Konserwatorium w Bazylei, następnie u Atisa Teichmanisa (Wyższa Szkoła Muzyczna we Fryburgu). Potem studiował teatrologię, filozofię, germanistykę i muzykologię na uniwersytetach w Monachium, Paris III, Aix-en-Provance i Berlinie. Podczas studiów w Monachium Vogt był prywatnym sekretarzem Hansa Lamma, prezydenta izraelskiej wspólnoty wyznaniowej Monachium i Górnej Bawarii. W 1983 uzyskał tytuł magistra nauk humanistycznych pod kierunkiem Klausa Lazarowicza i Susanne Vill na Uniwersytecie Ludwika i Maksymiliana w Monachium. Habilitował się w 1988 u Carla Dahlhausa na Uniwersytecie Technicznym w Berlinie, a w 2008 na Uniwersytecie w Peczu. Pracował jako rzeczoznawca między innymi w Fundacji Volkswagena oraz w fundacji Studienstiftung des deutschen Volkes. Od 1983 prowadzi wykłady w języku niemieckim, angielskim, francuskim i włoskim przeważnie w Europie, Japonii oraz Stanach Zjednoczonych.
W latach 1979–1985 jego działalność publicystyczna skupiała się na współczesnym teatrze muzycznym oraz budowie teatru w Frankfurter Allgemeine Zeitung, Neue Zeitschrift für Musik, Österreichische Musikzeitschrift, Falter Wiedeń, Sender Freies Berlin, Bayerischer Rundfunk, Westdeutscher Rundfunk, Saarländischer Rundfunk, Österreichischer Rundfunk, radiu France Musique w Paryżu.
W latach 1986–1989 był kierownikiem odpowiedzialnym za promocję Festiwalu w Bayreuth oraz między innymi za programy. Pracował przy Salzburskim Festiwalu Teatralnym, w Wiedeńskiej Operze Państwowej, Teatro alla Scala w Mediolanie, Biennale w Wenecji, Teatrze Narodowym w Ruse, Państwowej Operetce w Moskwie, Wyższej Szkole Muzycznej w Szanghaju, Théâtre du Châtelet w Paryżu i Aquario Romano w Rzymie, między innymi z Luigim Nono, Luciano Berio oraz Karlheinzem Stockhausenem przy prapremierach Prometeo, Un Re in Ascolto i Samstag aus Licht.
Matthias Theodor Vogt jest uznawany za "Ojca ustawy o przestrzeni kulturalnej w Saksonii (Sächsisches Kulturraumgesetz)" (SächsKRG z 20.01.1994). Pierwsza niemiecka ustawa, która zobowiązuje państwo do finansowania pracy kulturalnej gmin (Kulturpflicht- und Kultur-Pflichtzweckverbandgesetz) została później zasugerowana innym krajom przez niemiecką komisję badawczą Bundestagu do spraw kulturalnych (Enquete-Kommission Kultur in Deutschland des Deutschen Bundestages) jako wzór. Vogt rozwinął koncepcję ustawy i jako koordynator saksońskich przestrzeni kulturalnych do 1995 odgrywał główną rolę we wdrożeniu oraz wprowadzeniu jej w życie. W listopadzie 1995 nie przyjął posady w Saksońskim Ministerstwie Nauki i Sztuki (Staatsministerium für Wissenschaft und Kunst) zaproponowanej mu przez prezesa rady ministrów Kurta Biedenkopfa.
W 1994 minister stanu Hans Joachim Meyer i Matthias Theodor Vogt założyli Saksoński Instytut Infrastruktury Kulturalnej (Institut für kulturelle Infrastruktur Sachsen IKS). Od tego czasu Vogt jest jego dyrektorem. Przewodniczący Bundestagu Norbert Lammert w 2014 podsumował pierwsze 20 lat działania Instytutu.
W 1997 Vogt został profesorem polityki kulturalnej i historii kultury w Wyższej Szkole w Żytawie/Görlitz (Hochschule Zittau/Görlitz) obecnego wydziału Zarządzania i Studiów Kulturoznawczych. W latach 2001–2005 był współdyrektorem kierunku studiów na Drezdeńskim Uniwersytecie Technicznym. Profesor gościnny: 2002-2010 na Uniwersytecie Karola w Pradze, w 2003 na Uniwersytecie Wrocławskim, w 2006 i 2014 na Uniwersytecie w Kobe, w 2009 na Uniwersytecie Sannio w Benewencie, w 2012 na Uniwersytecie Jagiellońskim w Krakowie, a w 2013 i 2014 wykładowca na Uniwersytecie Wiedeńskim.
W 1997 we wspólnej odpowiedzialności z Saksońskim Instytutem Infrastruktury Kulturalnej  i Wyższej Szkoły w Żytawie/Görlitz otworzył kierunek studiów "Kultur und Management Görlitz". Mecenas Federico Mayor, dyrektor generalny UNESCO, scharakteryzował taki punkt wyjścia słowami: "Pozyskiwanie wsparcia dla sztuki stało się sztuką samą w sobie.  Wzywa do indywidualnego łączenia ekonomicznych talentów, zrozumienia społecznego ustawodawstwa, znajomości coraz bardziej różnorodnej sceny kulturalnej oraz bezkompromisowego oddania się skrupulatnej organizacji" („Mobilizing support for the arts has become an art in itself. It calls for individuals combining economic flair, a grasp of social legislation, familiarity with an increasingly diverse cultural scene, and an uncompromising commitment to meticulous organization.“). Kierunek ten w 1998 został wyróżniony przez Związek Fundatorów na rzecz Nauki Niemieckiej (Stifterverband für die Deutsche Wissenschaft).

## Nauka na rzecz praktyk politycznych
Od 1990 Vogt poświęca się badaniom dotyczącym kulturalnego fundamentu procesów transformacji w Europie. Interesuje go zwłaszcza wzmocnienie demokratycznych potencjałów, szczególnie na niemieckich oraz europejskich peryferiach poza miastami metropolitalnymi oraz metodologiczne aspekty badania polityki kulturalnej.
W 2016 opublikował studium dotyczące migracji Ankommen in der deutschen Lebenswelt (Oswojenie się z niemieckim środowiskiem). Jest ono kontynuacją między innymi wcześniejszych badań Minderheiten- und Fremdenfreundlichkeit am Wiederbeginn europäischer Staatlichkeit (Sympatia w stosunku do mniejszości oraz cudzoziemców w czasie wznowienia europejskiej państwowości) jak i prac Der Fremde als Bereicherung (Obcy jako wzbogacenie) oraz Minderheiten als Mehrwert (Mniejszości jako wartość dodatnia) kolegium naukowego Collegium Pontes Görlitz-Zgorzelec-Zhořelec.
Vogt badał potencjał teorii agencji, by wzmocnić lokalną postawę obywatelską, między innymi w Erlangen, średnich miastach: Landsberg am Lech oraz Pforzheim jak i w małych miastach takich jak Alttötting a także w gminie Gundelsheim niedaleko Bambergu.
Analizował dla Komisji Badawczej do spraw Kultury w Niemczech  Niemieckiego Bundestagu (Enquete-Kommission Kultur in Deutschland des Deutschen Bundestages) wkład kościołów i wspólnot religijnych w życie kulturalne w Niemczech.
Badał mniejszości łużyckich Serbów i sytuację na Kaukazie.
Pod wspólnym patronatem niemieckiego, polskiego i czeskiego ministra spraw zagranicznych od 2002 do 2009 zajmował się trójnarodowym kolegium naukowym Collegium Pontes Görlitz-Zgorzelec-Zhořelec odnośnie do podstawowych zagadnień społecznej kohezji w Europie.
Vogt jest współwydawcą Europäisches Journals für Minderheitenfragen / European Journal of Minority Studies EJM (Wiedeń, Berlin), Rivista Interdisciplinare di Studi Europei / Journal of Interdisciplinary Studies on Europe RISE (Neapol), trójjęzycznego dziennika Culture Management – Kulturmanagement – Zarządzanie Kulturą i Towarzystwo Doktorantów Uniwersytetu Jagiellońskiego (obydwa Kraków).
Zredagował około 400 książek, esejów jako autor, współautor, wydawca i współwydawca.

## Polityka
Vogt jest członkiem socjalnego skrzydła Unii Chrześcijańsko-Demokratycznej (CDU).

## Społeczeństwo obywatelskie
W latach 1985–1986 wspólnie z Fumikatsu Inoue z Jerozolimy i Martinem Sperlichem z Berlina, inicjator niezrealizowanego memoriału holocaustu w berlińskim Ogrodzie Zoologicznym.
1991-1994 członek zarządu Międzynarodowego Festiwalu Muzyki nad Tagernsee (dyrektor artystyczny: Natalja Gutman).
1993-1998 członek zarządu stowarzyszenia e.o.plauen-Gesellschaft Plauen (przewodniczący: Willi Daume).
Od 1998 członek towarzystwa przyznającego Nagrodę Mostu za międzynarodowe porozumienie (Gesellschaft zur Verleihung des Brückepreises für internationale Verständigung Görlitz), jako przewodniczący w 1999 (laureatka: Freya von Moltke; laudator: Władysław Bartoszewski) oraz 2000 (laureat: Arno Lustiger; laudator: Wolf Biermann).

## Wyróżnienia
- w 1998 wyróżnienie Związku Fundatorów na rzecz Nauki Niemieckiej (Stifterverband für die Deutsche Wissenschaft) za kierunek studiów UNESCO Kultur und Management Görlitz
- w 2000 Medal Franza Kafki, Praga
- w 2000 Prize for support of culture and arts przyznana przez European Union of Arts, Bruksela
- 2012 Medal Eötvösa Józsefa Szkoły Wyższej im. Eötvösa Józsefa, Baja
- 2014 Krzyż Oficerski Orderu Zasługi Rzeczypospolitej Polskiej

## Publikacje (wybrane)
- z Erikiem Fritzsche, Christophem Meißelbachem: Ankommen in der deutschen Lebenswelt. Migranten-Enkulturation und regionale Resilienzstärkung. Przedmowa Rita Süssmuth, posłowie Olaf Zimmermann. Europäisches Journal für Minderheitenfragen Vol. 9 No. 1-2 2016. Berliner Wissenschafts-Verlag 2016, ISBN Print: 978-3-8305-3716-8, E-Book: 978-3-8305-2975-0, ISSN Print: 1865-1089, Online: 1865-1097.
- Wie weiter in der Armenienfrage? Ein Vorschlag zu den möglichen politischen Folgerungen aus dem „Ökumenischen Gottesdienst im Berliner Dom anläßlich der Erinnerung an den Völkermord an Armeniern, Aramäern und Pontos-Griechen“ am 23. April 2015 und der „Debatte zu den Deportationen und Massakern an den Armeniern vor 100 Jahren“ im Deutschen Bundestag am 24. April 2015. Europäisches Journal für Minderheitenfragen Vol 8 No 3 2015. Verlag Österreich, Wiedeń 2015.
- Olaf Zimmermann (wyd.): Verödung? Kulturpolitische Gegenstrategien. Beiträge zur Tagung 22./23. November 2013 in Görlitz. Organizator: Deutscher Kulturrat und Institut für kulturelle Infrastruktur Sachsen. Edition kulturelle Infrastruktur, Görlitz i Berlin 2013.
- z Katarzyną Plebańczyk, Massimo Squillante, Ireną Alperyte (wyd): Brain Gain through Culture? Researching the Development of Middle Size Cities in Poland, Lithuania, Italy, Hungary, Germany, and France. DOI 10.1696/KOL-2012. Görlitz 2012.
- przy współudziale Vladimir Kreck i Fellows des Collegium Pontes Görlitz-Zgorzelec-Zhořelec: Empfehlungen zur Stärkung der sorbischen Minderheit durch Schaffung eines abgestimmten Selbstverwaltungs-, Kooperations-, Projekt- und Institutionenclusters. Europäisches Journal für Minderheitenfragen Vol. 5 No. 4. Wiedeń 2012. S. 211-430.
- przy współudziale Isabell Ehrlicher, Amandine Laïk, Carolin Eisner, UlfaGroßmanna: Kultur für Landberg. Stärkung der Innenstadt durch Aufwertung der kulturellen Infastruktur sowie Erhalt und Entwicklung der einschlägig genutzten Baudenkmäler. Görlitz 2012.
- What is Cultural Policy? Was ist Kulturpolitik? Czym jest polityka kulturalna? W: Emil Orzechowski et al. (wyd.): Vol. III (3) Culture management. Kulturmanagement. Zarządzanie kulturą, Kraków 2010. S. 113–136, 15–39, 213–237.
- Jan Sokol, Dieter Bingen, Jürgen Neyer i Albert Löhr (wyd.): Minderheiten als Mehrwert. (= Schriften des Collegium Pontes. Band VI). Frankfurt am Main u. a. 2010, ISBN 978-3-631-60239-3.
- Jan Sokol, Dieter Bingen, Jürgen Neyer i Albert Löhr (wyd.): Der Fremde als Bereicherung. (= Schriften des Collegium Pontes. Band V). Frankfurt u. a. 2010, ISBN 978-3-631-60233-1.
- Jan Sokol, Beate Ociepka, Detlef Pollack i Beata Mikołajczyk (wyd.): Europäisierung im Alltag. (= Schriften des Collegium Pontes. Band IV). Frankfurt am Main u. a. 2009, ISBN 978-3-631-58033-2.
- Jan Sokol, Beate Ociepka, Detlef Pollack i Beata Mikołajczyk (wyd.): Die Stärke der Schwäche. (= Schriften des Collegium Pontes. Band III). Frankfurt am Main u. a. 2009, ISBN 978-3-631-58032-5.
- Jan Sokol, Beate Ociepka, Detlef Pollack i Beata Mikołajczyk (wyd.): Peripherie in der Mitte Europas. (= Schriften des Collegium Pontes. Band II). Frankfurt am Main u. a. 2009, ISBN 978-3-631-58031-8.
- Jan Sokol, Beate Ociepka, Detlef Pollack, Beata Mikołajczyk (wyd.): Bedingungen europäischer Solidarität. (= Schriften des Collegium Pontes. Band I). Frankfurt am Main u. a. 2009, ISBN 978-3-631-58030-1.
- Der Beitrag der Kirchen und Religionsgemeinschaften zum kulturellen Leben in Deutschland. W: Deutscher Bundestag (wyd.): Kultur in Deutschland. Schlußbericht der Enquete-Kommission des Deutschen Bundestages. Deutscher Bundestag, K.-Drs. 15/414b. Ratyzbona 2008, ISBN 978-3-932581-93-9.
- (wyd.): „Kulturräume in Sachsen. Eine Dokumentation. Mit einer photographischen Annäherung von Bertram Kober und dem Rechtsgutachten von Fritz Ossenbühl“. (= Kulturelle Infrastruktur Band I). Universitätsverlag, Lipsk 1. wydanie 1994, 2. wydanie 1996, 3. wydanie 1997, ISBN 3-931922-04-9.
- (wyd.) Das Gustav-Mahler-Fest Hamburg 1989. Kassel/ Bazylea/ Londyn/ Nowy Jork 1991, ISBN 3-7618-1015-6.
- Die Genese der Histoire du Soldat von Charles-Ferdinand Ramuz, Igor Strawinsky i René Auberjonois. Bamberg 1989 (jednocześnie Dysertacja na Uniwersytecie Technicznym w Berlinie 1989).